# Козлово (деревня, Конаковский район)
Козло́во — деревня в Конаковском районе Тверской области. Входит в состав Городенского сельского поселения.

## География
Деревня находится в юго-восточной части Тверской области, на расстоянии 31 км к западу от города Конаково, административного центра района.

### Часовой пояс
Деревня Козлово, как и вся Тверская область, находится в часовой зоне МСК (московское время). Смещение применяемого времени относительно UTC составляет +3:00.

## История
В 1859 году в деревне Тверского уезда Тверской губернии насчитывалось 15 дворов, проживало 135 человек.

## Население
| 2010 |
| ---- |
| 10   |

### Национальный состав
Согласно результатам переписи 2002 года, в национальной структуре населения русские составляли 100 % из 6 чел.